# OGFr
Receptor opioidnog faktora rasta, OGFr ili ζ-opioidni receptor, je protein koji je kod čoveka kodiran  genom. On je receptor opioidnog faktora rasta (OGF), takođe poznatog kao Met-enkefalin. To je endogeni ligand ovog receptora. OGFr je originalno bio otkriven i nazvan kao novi opioidni receptor zeta (ζ). Međutim naknadno je utvrđeno da on ima neznatnu homologiju sekvence sa drugim opioidnim receptorima, i da ima veoma različitu funkciju.

## Funkcija
Prirodna funkcija ovog receptora je regulacija rasta tkiva, i bilo je pokazano da je važan u embrionskom razvoju, zarastanju rana, i za pojedine tipove raka.
OGF je negativni regulator ćelijske proliferacije i organizacije tkiva u nizu procesa. Utvrđeno je da je nevezani receptor lokalizovan na spoljašnjosti jedra, gde on vezuje OGF i naknadno biva translociran u jedro. Kodirajuća sekvenca ovog gena sadrži polimorfni region sa 60 nukleotidnim tandemom nesavršenih ponavljajućih jedinica. Iranskripti koji sadrže između nula i osam ponavljajućih jedinica su nađeni.

## Terapeutske primena
Povišeno izražavanje OGFr-a i konsekventna stimulacija OGF-OGFr sistema su važni za antiproliferativne efekte imidazohinolinskih lekova kao što su imikuimod i rezikuimod, koji su modifikatori imunskog sistema sa potentnim antivirusnim i antitumorskim dejstvom. Oni se koriste kao topikalni kremovi za lečenje raka kože i bradavica.

## Literatura
1. 1 2  „Entrez Gene: OGFR opioid growth factor receptor”.
2. ↑  Zagon IS, Verderame MF, Allen SS, McLaughlin PJ (2000). „Cloning, sequencing, chromosomal location, and function of cDNAs encoding an opioid growth factor receptor (OGFr) in humans”. Brain Res. 856 (1-2): 75—83. PMID 10677613. doi:10.1016/S0006-8993(99)02330-6.
3. ↑  Wu Y, McLaughlin PJ, Zagon IS (1998). „Ontogeny of the opioid growth factor, Met5-enkephalin, preproenkephalin gene expression, and the zeta opioid receptor in the developing and adult aorta of rat”. Dev. Dyn. 211 (4): 327—37. PMID 9566952. doi:10.1002/(SICI)1097-0177(199804)211:4<327::AID-AJA4>3.0.CO;2-J.
4. ↑  Zagon IS, Verderame MF, McLaughlin PJ (2002). „The biology of the opioid growth factor receptor (OGFr)”. Brain Research. Brain Research Reviews. 38 (3): 351—76. PMID 11890982. doi:10.1016/S0165-0173(01)00160-6.
5. ↑  Malendowicz LK, Rebuffat P, Tortorella C, Nussdorfer GG, Ziolkowska A, Hochol A (2005). „Effects of met-enkephalin on cell proliferation in different models of adrenocortical-cell growth”. Int. J. Mol. Med. 15 (5): 841—5. PMID 15806307.
6. ↑  Cheng F, McLaughlin PJ, Verderame MF, Zagon IS (2009). „The OGF-OGFr axis utilizes the p16INK4a and p21WAF1/CIP1 pathways to restrict normal cell proliferation”. Molecular Biology of the Cell. 20 (1): 319—27. PMC 2613082 . PMID 18923142. doi:10.1091/mbc.E08-07-0681.
7. ↑  Zagon IS, Wu Y, McLaughlin PJ (1999). „Opioid growth factor and organ development in rat and human embryos”. Brain Res. 839 (2): 313—22. PMID 10519055. doi:10.1016/S0006-8993(99)01753-9.
8. ↑  Sassani JW, Zagon IS, McLaughlin PJ (2003). „Opioid growth factor modulation of corneal epithelium: uppers and downers”. Curr. Eye Res. 26 (5): 249—62. PMID 12854052. doi:10.1076/ceyr.26.4.249.15427.
9. ↑  Zagon IS, Smith JP, McLaughlin PJ (1999). „Human pancreatic cancer cell proliferation in tissue culture is tonically inhibited by opioid growth factor”. Int. J. Oncol. 14 (3): 577—84. PMID 10024694.
10. ↑  McLaughlin PJ, Levin RJ, Zagon IS (1999). „Regulation of human head and neck squamous cell carcinoma growth in tissue culture by opioid growth factor”. Int. J. Oncol. 14 (5): 991—8. PMID 10200353.
11. ↑  Cheng F, Zagon IS, Verderame MF, McLaughlin PJ (2007). „The opioid growth factor (OGF)-OGF receptor axis uses the p16 pathway to inhibit head and neck cancer”. Cancer Research. 67 (21): 10511—8. PMID 17974995. doi:10.1158/0008-5472.CAN-07-1922.
12. ↑  Donahue RN, McLaughlin PJ, Zagon IS (2009). „Cell Proliferation of Human Ovarian Cancer is Regulated by the Opioid Growth Factor - Opioid Growth Factor Receptor Axis”. American Journal of Physiology. Regulatory, Integrative and Comparative Physiology. 296 (6): R1716—25. PMID 19297547. doi:10.1152/ajpregu.00075.2009.
13. ↑  Zagon IS, Donahue RN, Rogosnitzky M, McLaughlin PJ (2008). „Imiquimod upregulates the opioid growth factor receptor to inhibit cell proliferation independent of immune function”. Experimental Biology and Medicine (Maywood, N.J.). 233 (8): 968—79. PMID 18480416. doi:10.3181/0802-RM-58.

## Dodatna literatura
- Zagon IS, Verderame MF, McLaughlin PJ (2002). „The biology of the opioid growth factor receptor (OGFr).”. Brain Res. Brain Res. Rev. 38 (3): 351—76. PMID 11890982. doi:10.1016/S0165-0173(01)00160-6.
- Zagon IS, Verderame MF, Allen SS, McLaughlin PJ (2000). „Cloning, sequencing, chromosomal location, and function of cDNAs encoding an opioid growth factor receptor (OGFr) in humans.”. Brain Res. 856 (1-2): 75—83. PMID 10677613. doi:10.1016/S0006-8993(99)02330-6.
- Wu CJ; Yang XF; McLaughlin S;  . (2000). „Detection of a potent humoral response associated with immune-induced remission of chronic myelogenous leukemia.”. J. Clin. Invest. 106 (5): 705—14. PMC 381287 . PMID 10974024. doi:10.1172/JCI10196.
- Hattori A; Okumura K; Nagase T;  . (2001). „Characterization of long cDNA clones from human adult spleen.”. DNA Res. 7 (6): 357—66. PMID 11214971. doi:10.1093/dnares/7.6.357.
- Deloukas P; Matthews LH; Ashurst J;  . (2002). „The DNA sequence and comparative analysis of human chromosome 20.”. Nature. 414 (6866): 865—71. PMID 11780052. doi:10.1038/414865a.
- Strausberg RL; Feingold EA; Grouse LH;  . (2003). „Generation and initial analysis of more than 15,000 full-length human and mouse cDNA sequences.”. Proc. Natl. Acad. Sci. U.S.A. 99 (26): 16899—903. PMC 139241 . PMID 12477932. doi:10.1073/pnas.242603899.
- Zagon IS; Ruth TB; Leure-duPree AE;  . (2003). „Immunoelectron microscopic localization of the opioid growth factor receptor (OGFr) and OGF in the cornea.”. Brain Res. 967 (1-2): 37—47. PMID 12650964. doi:10.1016/S0006-8993(02)04172-0.
- Ota T; Suzuki Y; Nishikawa T;  . (2004). „Complete sequencing and characterization of 21,243 full-length human cDNAs.”. Nat. Genet. 36 (1): 40—5. PMID 14702039. doi:10.1038/ng1285.
- Gerhard DS; Wagner L; Feingold EA;  . (2004). „The status, quality, and expansion of the NIH full-length cDNA project: the Mammalian Gene Collection (MGC).”. Genome Res. 14 (10B): 2121—7. PMC 528928 . PMID 15489334. doi:10.1101/gr.2596504.
- McLaughlin PJ, Zagon IS (2006). „Progression of squamous cell carcinoma of the head and neck is associated with down-regulation of the opioid growth factor receptor.”. Int. J. Oncol. 28 (6): 1577—83. PMID 16685459.
- Zagon IS, McLaughlin PJ (2006). „Opioid growth factor receptor is unaltered with the progression of human pancreatic and colon cancers.”. Int. J. Oncol. 29 (2): 489—94. PMID 16820893.
- Olsen JV; Blagoev B; Gnad F;  . (2006). „Global, in vivo, and site-specific phosphorylation dynamics in signaling networks.”. Cell. 127 (3): 635—48. PMID 17081983. doi:10.1016/j.cell.2006.09.026.
- McLaughlin PJ, Verderame MF, Hankins JL, Zagon IS (2007). „Overexpression of the opioid growth factor receptor downregulates cell proliferation of human squamous carcinoma cells of the head and neck.”. Int. J. Mol. Med. 19 (3): 421—8. PMID 17273790.